# Haßmersheim
Haßmersheim là một thị xã nằm ở huyện Neckar-Odenwald-Kreis, thuộc bang Baden-Württemberg, Đức.

## Hành chính
Haßmersheim bao gồm các thôn:
- Haßmersheim, dân số 3649 người
- Hochhausen, dân số 730 người
- Neckarmühlbach, dân số 532 người